# Pterolophia javicola
Pterolophia javicola là một loài bọ cánh cứng trong họ Cerambycidae.